# Raiffeisenbank Südhardt
Die Raiffeisenbank Südhardt eG ist eine deutsche Genossenschaftsbank mit Sitz in der baden-württembergischen Gemeinde Durmersheim im Landkreis Rastatt. 

## Geschichte
Die heutige Raiffeisenbank Südhardt eG ist im Jahr 1970 aus der Fusion der Spar- und Kreditbank eGmbH Bietigheim mit dem Sitz in Bietigheim, der Raiffeisenbank eGmbH Elchesheim-Illingen mit dem Sitz in Elchesheim-Illingen und der Raiffeisenbank eGmbH Durmersheim mit dem Sitz in Durmersheim entstanden. Das 125-jährige Jubiläum im Jahr 2023 geht auf die Gründung des „Ländlichen Kreditvereins“ in Durmersheim als eines der Vorgängerinstitute am 19. Mai 1898 zurück.
Bereits im Jahr 1963 fusionierte die Raiffeisenkasse Au am Rhein eGmbH mit dem Sitz in Au am Rhein mit der Raiffeisenbank eGmbH Elchesheim-Illingen.

## Rechtsverhältnisse
Die Raiffeisenbank Südhardt eG ist im Genossenschaftsregister beim Amtsgericht Mannheim unter GnR 520019 eingetragen.

## Organisationsstruktur
Rechtsgrundlagen sind das Genossenschaftsgesetz und die durch die Vertreterversammlung beschlossene Satzung. Organe der Bank sind der Vorstand, der Aufsichtsrat und die Vertreterversammlung.

## Sicherungseinrichtung
Die Raiffeisenbank Südhardt eG ist der amtlich anerkannten Sicherungseinrichtung des Bundesverbandes der Deutschen Volksbanken und Raiffeisenbanken GmbH und der zusätzlichen freiwilligen Sicherungseinrichtung des Bundesverbandes der Deutschen Volksbanken und Raiffeisenbanken e.V. angeschlossen. 

## Geschäftsausrichtung
Die Raiffeisenbank Südhardt eG betreibt das Universalbankgeschäft. Im Verbundgeschäft arbeitet sie mit der DZ Bank, R+V Versicherung, Bausparkasse Schwäbisch Hall, Teambank, VR Smart Finanz, DZ Privatbank, easyCredit, und der Union Investment zusammen. 

## Geschäftsgebiet
Das Geschäftsgebiet liegt im Norden des Landkreises Rastatt in Mittelbaden. 
An diesen Orten betreibt die Bank Filialen:
- Durmersheim (Hauptstelle, jur. Sitz + 1 SB-Geschäftsstelle)
- Au am Rhein (Geschäftsstelle)
- Bietigheim (Geschäftsstelle)
- Elchesheim-Illingen (Geschäftsstelle)
- Würmersheim (SB-Geschäftsstelle)